# Museu Arqueològic Rafael Larco Herrera
El Museu Arqueològic Rafael Larco Herrera és un museu d'història del Perú i d'art precolombí ubicat a Lima, al Perú. Fundat el 1926 es troba en el districte de Pueblo Libre. Les galeries del museu mostren els 3.000 anys de desenvolupament de la història del Perú precolombí. L'edifici és una construcció del segle xviii, d'estil virreinal, que va ser construïda sobre una piràmide precolombina del segle vii.

## Història

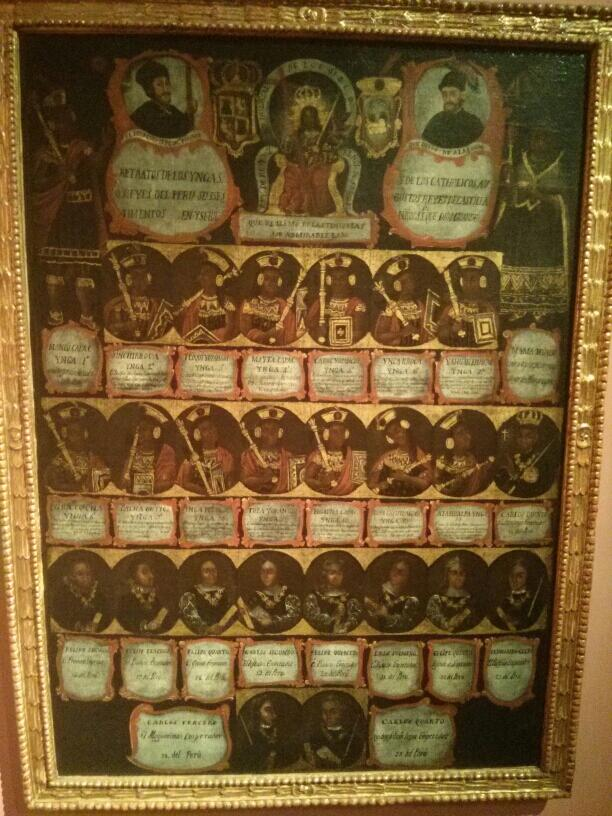
Quadre al museu on es planteja que Carles IV d'Espanya és hereu dels Incas.

El 1925, Rafael Larco Herrera va adquirir una col·lecció de gerros i altres peces arqueològiques d'Alfredo Hoyle. Hi havia aproximadament 600 peces de ceràmica en total. L'arribada d'aquesta petita col·lecció va animar el fill de Larco, Rafael Larco Hoyle a seguir amb la col·lecció, qui va completar la primera col·lecció del que es convertiria en el Museu Rafael Larco Herrera.
Larco Hoyle va comprar dues grans col·leccions: 8.000 peces de Roa i 6.000 peces de Carranza. També va comprar diverses col·leccions petites a la Vall de Chicama, Trujillo, Virú i Chimbote. En només un any la col·lecció va créixer de manera molt significativa i es va instal·lar en una petita casa, a la finca Chiclín. El 28 de juliol de 1926, Dia de la Independència, el museu va obrir les portes al públic. El Museu Larco ara presta part de la seva col·lecció al Museu d'Art Precolombí de Cusco.